# كارولينا بوتشي
كارولينا بوتشي (بالإيطالية: Carolina Bucci) هي صائغة ‏ إيطالية، ولدت في 1976 في فلورنسا في إيطاليا. بعد الحرب العالمية الثانية، طوّر والدها الأعمال على المستوى الدولي، خاصة في الولايات المتحدة واليابان، مع الحفاظ على تصنيع المجوهرات في ورش العائلة في فلورنسا.

## وصلات خارجية
- الموقع الرسمي